# 西阜新街道
西阜新街道，是中华人民共和国辽宁省阜新市海州区下辖的一个乡镇级行政单位。

## 行政区划
西阜新街道下辖以下地区：
机务社区、火车头社区、电务社区、文化社区、南驿西社区、南驿东社区和科技社区。